# Boshi San

Logo von Boshi San

Boshi San, mit bürgerlichem Namen Joachim Scheuerer, ist ein deutscher Sänger und Rapper. 

## Biografie
Boshi San wuchs als Sohn eines Jazz-Bassisten auf und begann 1998 als Rapper und Sänger zu wirken. Neben seiner Tätigkeit als Solo-Künstler ist er seit 2001 auch Mitglied der Hip-Hop-Band Raggasnoda Click und einer der drei Rapper dieser Band. 2006 erschien seine erste EP Boshido. Im Anschluss nahm 58Beats sowohl Boshi San als auch seine Band unter Vertrag. 2007 folgte mit Dragonsaga das Debütalbum von Raggasnoda Click. Dieses Album stellt eine Art Hörspiel gesprochen von Michael Mendl dar.
Über 58 Beats lernte er Roger Rekless kennen, mit dem er die Crew Team Makasi gründete. Deren Debüt-Minialbum erschien 2009 unter dem Titel Bis es einer mitkriegt. 2010 folgte Boshi Sans Solo-Debütalbum H.e.R.B. Die Abkürzung steht für „Herzensergießungen eines funkliebenden Raggasnoda Bruders“ und ist eine Anspielung auf den Lyriker Ludwig Tieck. Im gleichen Jahr ist er außerdem als Gast auf dem Album One der Ska- und Funkband Capones zu hören.
Boshi San hat den Publikumspreis der 6. Staffel der on3-startrampe des Bayerischen Rundfunks gewonnen. Im September 2012 erschien das Album Makasi im Eigenvertrieb.
Privat studiert Boshi San Germanistik und bezeichnet sich selbst als „Nerd“ seines Faches. Sein Bruder Friedrich Scheuerer ist Jazzmusiker und Keyboarder. Er spielt ebenfalls bei Team Makasi mit.

## Musikstil
Boshi San vermischt seinen Rapgesang mit Soul- und Pop-Elementen. In seinen Texten versucht er Konsumkritik anzubringen und bearbeitet gesellschaftliche sowie philosophische Themen. Zudem sucht er einen eher künstlerischen Ansatz und versucht musikalisch offen für alle Einflüsse zu bleiben. Die unterschiedlichen Projekte wiederum führen in weitere Richtungen, so vermischt Team Makasi Rapgesang mit eher rockigen Klängen und die Capones sind eher eine jazzig-funkige Band. Von den Medien und den Fans wird er auf Grund seiner Vielschichtigkeit und seiner eher intellektuellen Texte als „Studentenrapper“ wahrgenommen, ein Label, das ihm eigentlich nicht passt.

## Diskografie

### Solo
- 2006: Boshido (EP)
- 2010: H.e.R.B. (58 Beats/Groove Attack)
- 2015: Wir Lebens Lieber feat. Main Concept (Juice-Exclusive auf Juice CD No 132)

### Bandaktivitäten
- 2007: Raggasnoda Click: Dragonsaga
- 2009: Team Makasi: Bis es einer mitkriegt (MCD, Groove Attack)
- 2010: Capones: One (Sounds Perfect)
- 2012: Team Makasi: Makasi (Eigenvertrieb)